# سیم جامپر

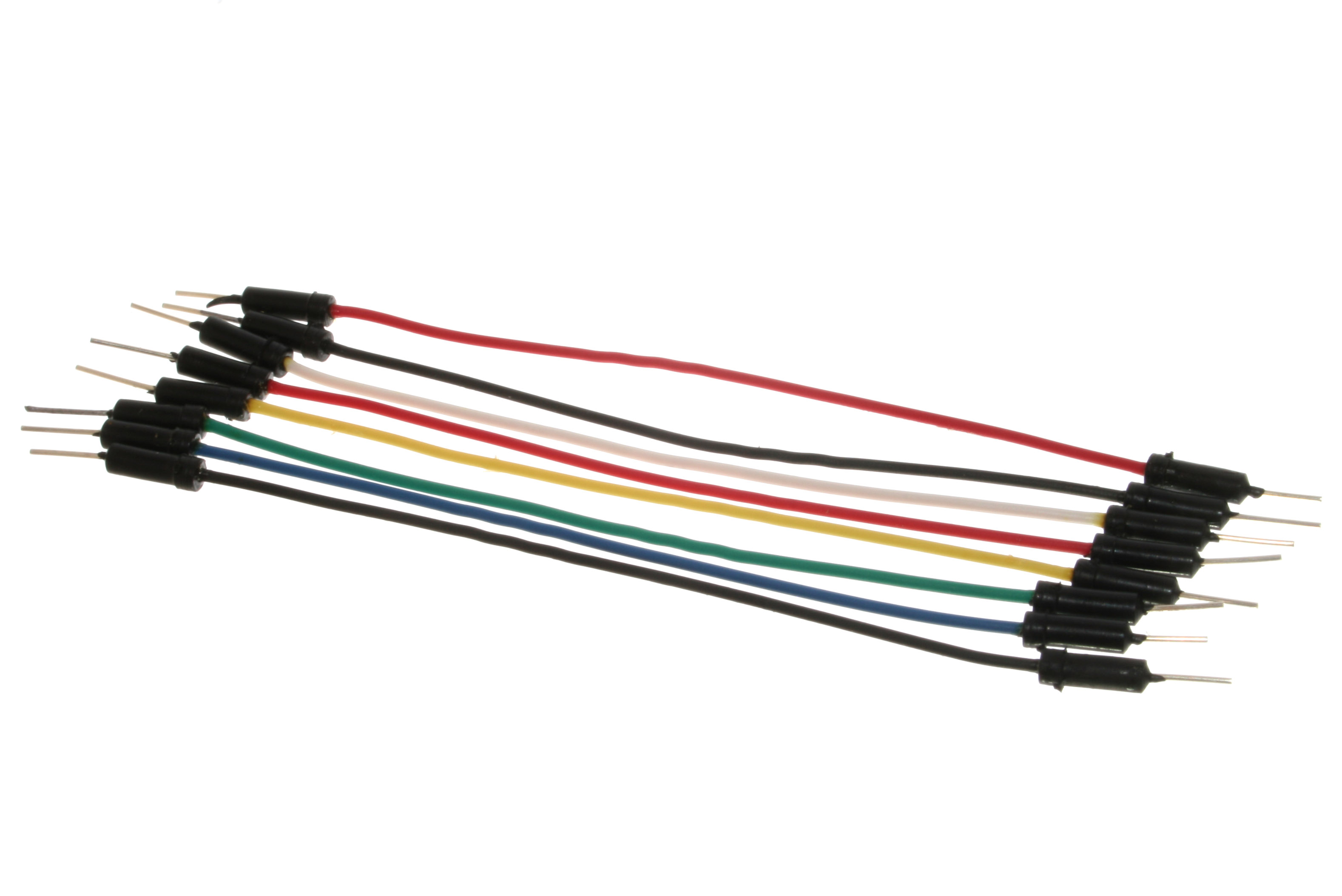
سیم‌های جامپر رشته‌ای 22AWG با نوک‌های محکم.

سیم جامپر (همچنین به عنوان جامپر، کابل جامپر، سیم دوپونت نیز شناخته می‌شود) یک سیم الکتریکی یا گروهی از آنها در یک کابل است که در هر انتها یک رابط یا پین (یا گاهی بدون آنها - به‌طور ساده «قلع‌پوش») وجود دارد، که معمولاً برای میان‌اتصال اجزای یک بردبورد یا سایر نمونه‌های اولیه یا مدار آزمایشی، در داخل یا با تجهیزات یا اجزای دیگر، بدون لحیم کاری استفاده می‌شود.
سیم‌های جامپر مجزا با قراردادن «اتصال‌دهنده‌های انتهایی» خود در شکاف‌های تهیه‌شده در یک بردبورد، سرساز پین یک برد مدار، یا یک قسمتی از تجهیزات آزمایشی نصب می‌شوند.

## انواع

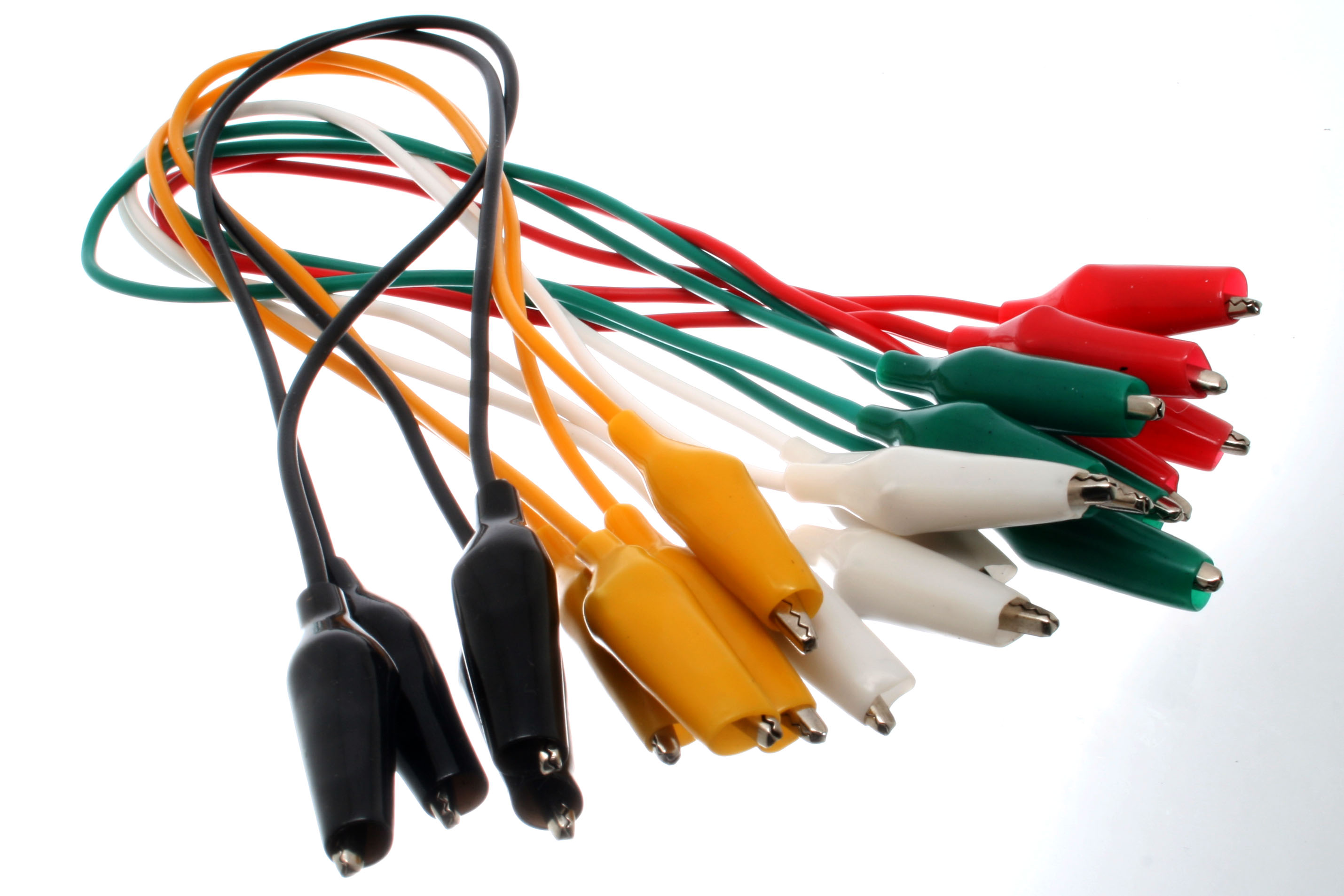
سیم‌های جامپر با گیره‌های سوسماری

- نوک‌های سخت - برای اتصال روی/با یک بردبورد یا کانکتور سرساز مادگی استفاده می‌شود.
- گیره‌های سوسماری – در میان سایر کاربردها، برای پل‌زدن موقت حسگرها، دکمه‌ها و سایر عناصر نمونه‌های اولیه با اجزا یا تجهیزاتی که دارای اتصالات دلخواه، سیم، پایانه‌های پیچی و غیره هستند، استفاده می‌شود.
- کانکتورهای موزی - معمولاً در تجهیزات آزمایشی برای سیگنال‌های AC و DC با فرکانس پایین استفاده می‌شود.
- جک ثبت‌شده (RJnn) - معمولاً در تلفن (RJ11) و شبکه‌های کامپیوتری (RJ45) استفاده می‌شود.
- کانکتورهای آرسی‌اِی - اغلب برای صدا، سیگنال‌های ویدئویی کامپوزیت با وضوح-پایین یا سایر کاربردهای فرکانس-پایین که نیاز به کابل شیلددار دارند، استفاده می‌شوند.
- کانکتورهای RF - برای حمل سیگنال‌های فرکانس رادیویی بین مدارها، تجهیزات تست و آنتن‌ها استفاده می‌شود.
- کابل‌های جامپر RF - کابل‌های جامپر یک کابل موجدار کوچکتر و خم‌شو است که برای اتصال آنتن‌ها و سایر اجزا به کابل شبکه استفاده می‌شود.